# Aquífero de Ogallala

O aquífero de Ogallala (a cinzento) cobre parte de oito estados. Regiões em que o nível de água diminuiu no período 1980-1995 estão a amarelo e vermelho; regiões onde aumentou estão a azul (FonteUSGS).

Ritmo de extracção de água (água fresca de todas as fontes) por condado em 2000 (Fonte:National Atlas of the United States).

O Aquífero de Ogallala, também conhecido como Aquífero das High Plains, é um enorme, mas pouco profundo, lençol freático localizado debaixo das Grandes Planícies nos Estados Unidos. Um dos maiores aquíferos do mundo, cobre uma área de aproximadamente 450.000 km², alargando-se por oito estados: Dacota do Sul, Nebraska, Wyoming, Colorado, Kansas, Oklahoma, Novo México e Texas.